# Vivetta Ponti
Vivetta Ponti (Assisi, 21 novembre 1980) è una stilista italiana.

## Biografia
Dopo essersi diplomata al Liceo Linguistico Le Mantellate a Firenze, inizia a lavorare presso l'ufficio stile di Roberto Cavalli come assistente designer e di Daniele Alessandrini come head designer, specializzandosi in ricami e stampe. Nel 2008 vince a Parigi il Who's Next, concorso che premia i migliori stilisti emergenti, e fonda il proprio marchio Vivetta che debutta per la prima volta al White di Milano nel 2010. Nel 2015 viene scelta da Giorgio Armani per sfilare all'interno del suo Armani/Teatro con la collezione Autunno/Inverno 2015/2016 The Groupie Attitude durante la Settimana della moda di Milano.
Nel 2016 si è trasferita a Firenze dove lavora e vive con la famiglia. Ha tre bambini di nome Otto, Tito e Nina.
Nel 2016 e nel 2017 ha fatto parte, come prima Italiana, al collettivo Swarovski.
Ha collaborato con aziende come Max Mara per la linea weekend, disegnato abiti su commissione per Cher che ha utilizzato per la foto della copertina e del video promozionale del suo Album Christmas uscito a dicembre 2023.
Negli anni hanno indossato le sue creazioni celebrità come Zendaya, Lady Gaga, Katy Perry, Taylor Swift, Cher, Alexa Chung, Elle Fanning, Rita Ora, Adwoa Aboha, DojaCat, Emma Roberts, Selena Gomez, Rose’ Blackpink, Bianca Balti, Hailey Bibier.